# 米倫伯格傳說

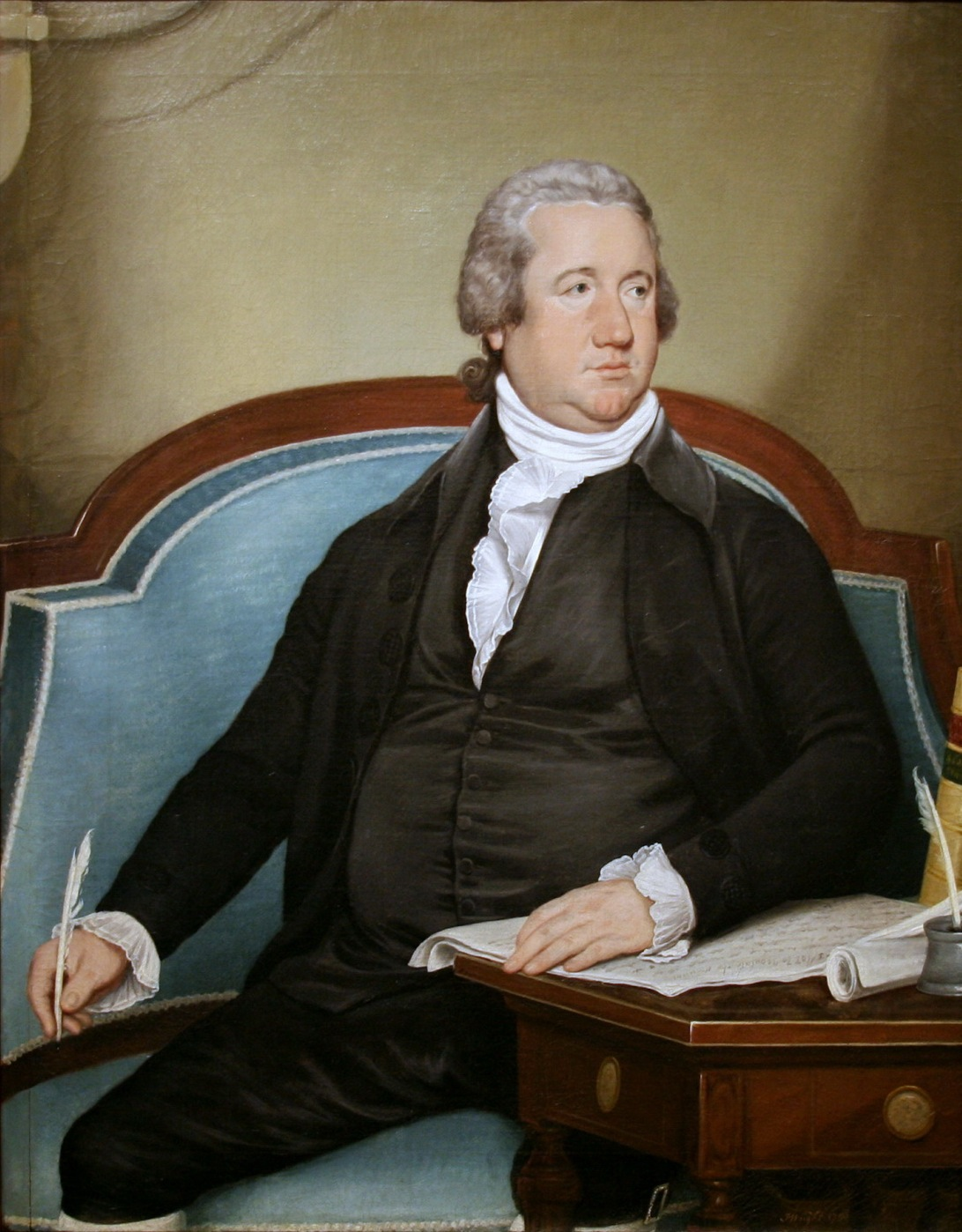
美國第一位眾議院議長弗雷德里克·米倫伯格

米倫伯格傳說是在美國和德國流傳的一個都市傳說。這個傳說指美國第一位眾議院議長弗雷德里克·米倫伯格所投下的一票，使德語不能成為美國的官方語言。

## 傳說的基礎
傳說背後的真實事件，是有一群德國移民要求將一些法律翻譯為德語，於是美國眾議院在1794年為此投了一次票。美國眾議院討論這項訴求後沒有得出決定，於是投票決定是否中止討論，留待日後繼續，結果為42對41，以一票之差被否決。當時並沒有表決任何的法案，僅僅投票是否休會待續。這項休會動議投票未能通過，此事也就擱置了。就是這次唱名表決，衍生出「德語只差一票未能成為美國官方語言」的傳說。
本身為德國裔的米倫伯格沒有參與到這次投票當中。其後他被指說了一句話「德國人愈快成為美國人就愈好」。
美國並無法定官方語言：英文出於其國家主流語言地位，成為事實上的使用語言。有些州在不同時間通過了各自的官方語言法案。

## 歷史

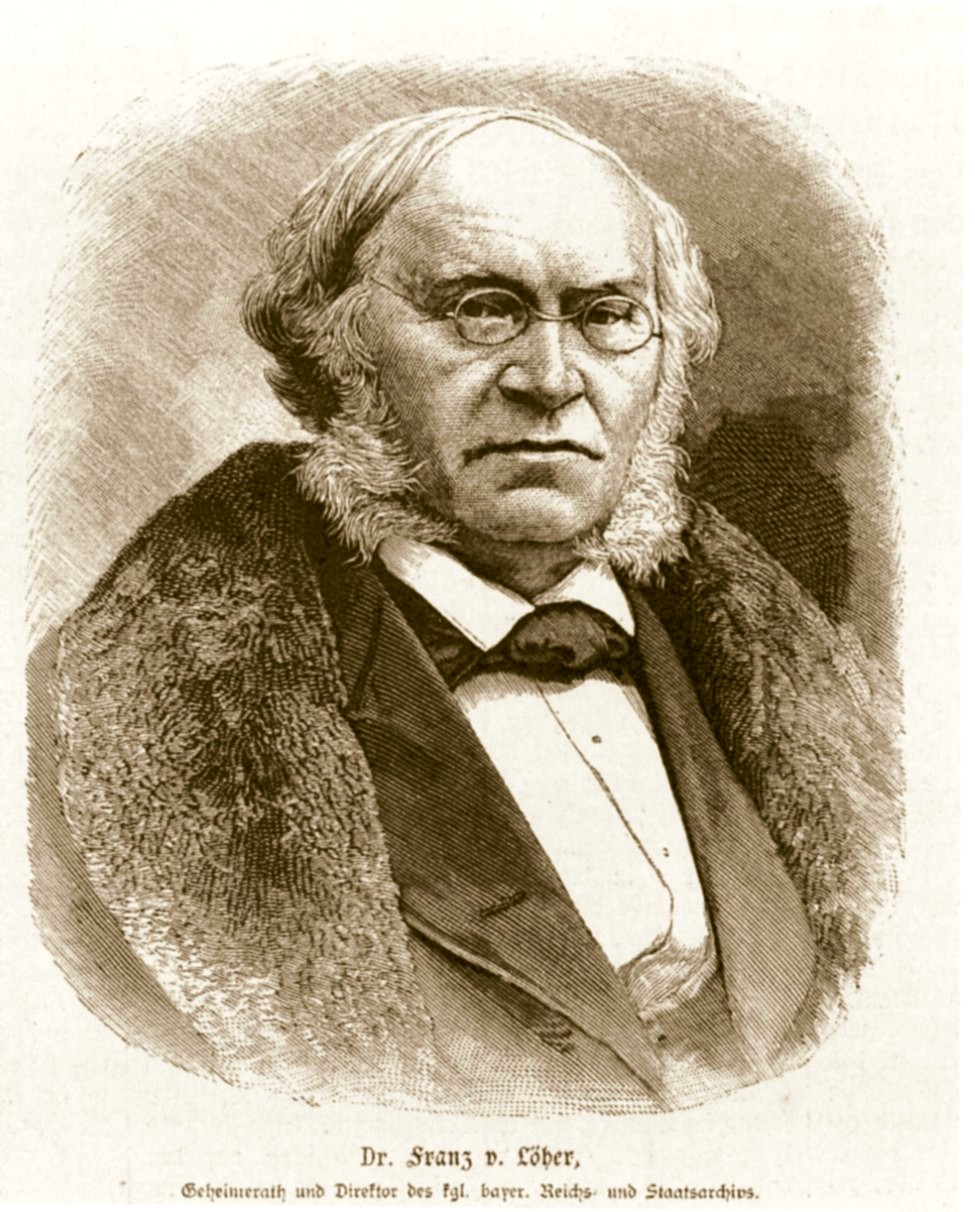
弗朗茨·馮勒赫。他的1847年的著作記載了這個故事的早期版本。

這個傳說歷史悠久，並且導致了在1920年代後期直至1950年代初期出版了一些分析和文章，解釋這個故事為何是虛構的。這個故事最晚在1940年代後期已被稱為「米倫伯格傳說」。儘管如此，傳說仍然流傳。
大多數的記述都將傳說的起源歸到弗朗茨·馮勒赫。他是曾到美國訪問的德國人，1847年出版著作Geschichte und Zustände der Deutschen in Amerika（德國人在美國的歷史和狀況）。他似乎把這個關鍵投票的故事只設定在賓夕凡尼亞州，決定德語是否為該州的官方語言，而非美國全國。（當時美國國會座落在該州的費城，費城同時也是該州的首府。令事件更加混淆的是，米倫伯格在出任美國眾議院議長前，也曾經出任賓夕凡尼亞州眾議院的議長。）根據他的說法，投票結果打平，於是米倫伯格給英語投下決定性的一票。

## 类似的传言
在中国也流传着类似的传言。网络流传西南官话、吴语、粤语以“一票之差”败给北京话，差点当选为现代标准汉语。然而，北京话自清末以来在北京一直就是官方话，无论是中华民国还是中华人民共和国政府都从未以投票形式决定官方話。投票传言的来源之一是1913年（民国2年）2月15日由中华民国教育部国语统一筹备会举行的读音统一大会，会上以一省一票的机制对6500个字的“国音”进行投票审定，但并无将任何方言票选为国语的议程；另一来源则是1955年由中国科学院举行的现代汉语规范问题学术会议，惟会上代表一致赞成将北京音定为官方音，亦没有投票。